# Gideon Omokirio
Gideon Omokirio (* 12. Oktober 1976) ist ein salomonischer Fußballspieler.

## Karriere

### Verein
Von Januar 2001 bis Dezember 2001 war Omokirio beim salomonischen Verein Laugu FC unter Vertrag und wechselte anschließend zu Kossa FC. 2006 und 2007 konnte er die Solomon Islands National Club Championship, die höchste Spielklasse des Landes, gewinnen und nahm am Finale der OFC Champions League gegen Waitakere United aus Neuseeland teil, verlor jedoch in zwei Spielen. 2010 gewann er die Champions League mit dem Hekari United FC. Im Frühjahr 2011 kehrte er auf die Salomonen nach Honiara zurück und spielt seither als Spielertrainer für Koloale FC.

### Nationalmannschaft
Für die Nationalmannschaft der Salomonen spielte Omokirio seit 1996 bei den Qualifikationsturnieren zur Fußball-Weltmeisterschaft, sowie bei den OFC-Nationen-Pokalen 1996, 2000 (2 Tore), 2002 und 2004. Er war Mitglied der Mannschaft, die 2004 im OFC-Nationen-Pokalfinale gegen Australien spielte. Insgesamt bestritt der Abwehrspieler 30 Länderspiele und erzielte dabei vier Tore.

### Als Trainer
2011 startete er seine Trainerkarrie als Spieler-Trainer des Koloale FC. Seit 2013 ist er zudem Nationaltrainer für die Salomonische Beach-Soccer-Nationalmannschaft.

## Beach Soccer
Neben seinem Engagement im Rasenfußball vertrat er außerdem sein Land bei der FIFA-Beachsoccer-Weltmeisterschaft 2006. Bei der FIFA Beach Soccer-Weltmeisterschaft 2013 in Tahiti agierte er als Nationaltrainer.

## Erfolge
- Salomonischer Meister: 2006, 2007
- OFC-Champions-League-Finalist: 2008
- OFC-Nationen-Pokal-Finalist: 2004